# Srpska Kuća
Srpska Kuća (en serbe cyrillique : Српска Кућа) est un village de Serbie situé dans la municipalité de Bujanovac, district de Pčinja. En 2002, il comptait 284 habitants, dont 283 Serbes (99,64 %).
Srpska Kuća est située à proximité de la route européenne E75.
En septembre 2011, l'assemblée des députés albanais de Preševo, Bujanovac et Medveđa a incité les Albanais de Serbie à boycotter le recensement prévu pour le mois d'octobre de cette année-là ; de ce fait, aucun chiffre de population n'a été communiqué pour les localités de la municipalité de Bujanovac.

## Démographie
| 1948 | 1953 | 1961 | 1971 | 1981 | 1991 | 2002 |
| ---- | ---- | ---- | ---- | ---- | ---- | ---- |
| 337  | 346  | 342  | 316  | 273  | 278  | 284  |

|  |